# École de gendarmerie de Tulle
L'école de la gendarmerie de Tulle est une école placée sous l'autorité du Commandement des écoles de la Gendarmerie nationale. 
Créée en 1983, elle est installée à partir de 1989 sur le site de la caserne « la Bachellerie » qui abrite auparavant l'annexe de l'École nationale technique des sous-officiers d'active (ENTASOA). Elle fait partie des six écoles de formation initiale des gendarmes adjoints volontaires et des sous-officiers de la gendarmerie nationale avec Chaumont, Montluçon, Châteaulin, Dijon, Rochefort et Fontainebleau.

## Historique
Créée en 1983, l’école de gendarmerie de Tulle est implantée dans la caserne de « la Bachellerie » qui abrite précédemment l'annexe de l'école nationale technique des sous-officiers d'active (ENTASOA).
- 1968 : construction de la caserne de la Bachellerie

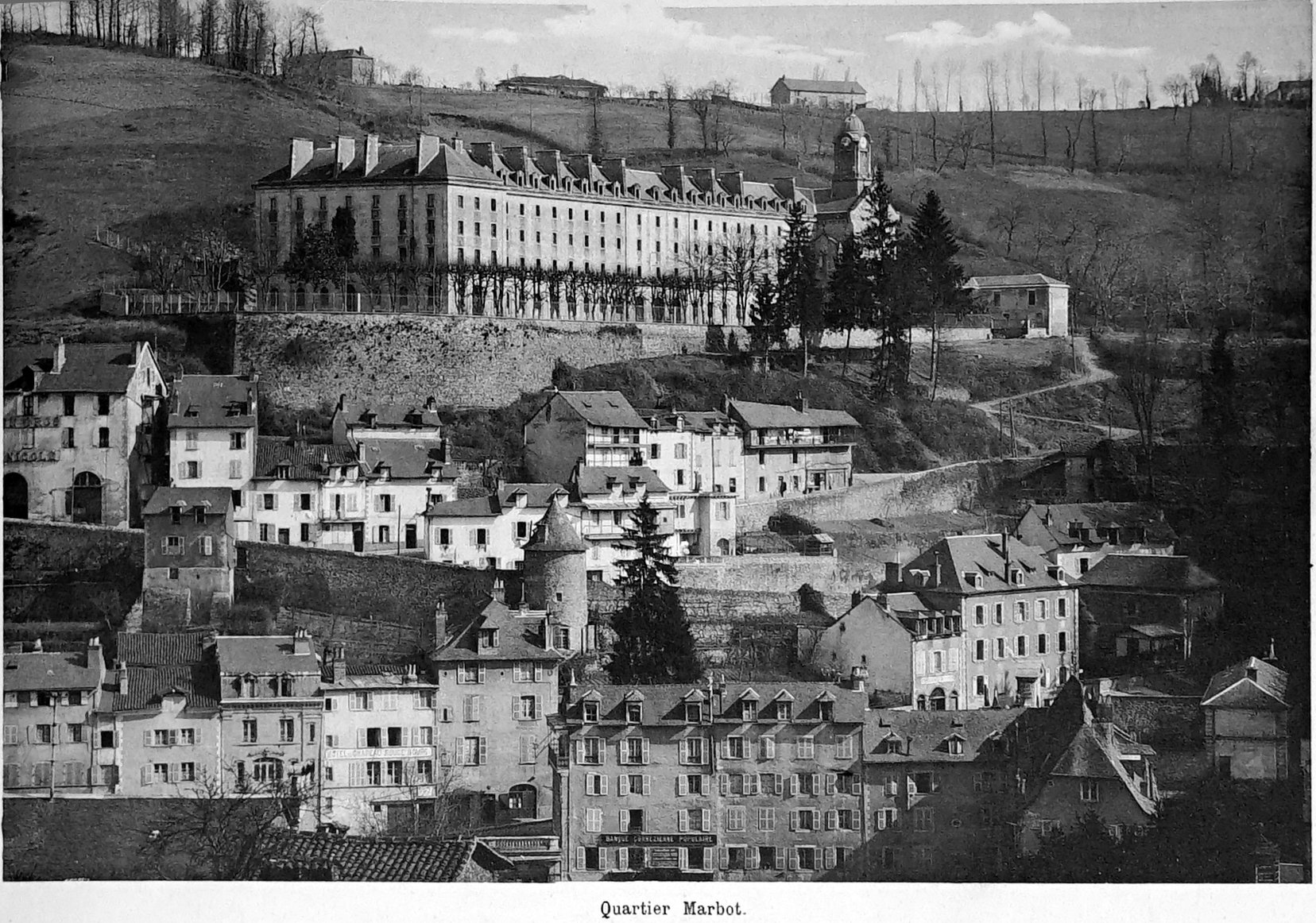
Quartier Marbot.

- 1er juin 1983 : création de l'école dans la caserne Marbot avec l'installation du Centre d'instruction de gendarmes auxiliaires (CIGA)
- août 1983 : installation de deux compagnies
- 6 décembre 1984 : inauguration du Centre d'instruction de gendarmes auxiliaires à la caserne de « la Bachellerie »
- 1989 : construction d'un bâtiment d'hébergement
- 1990 : le centre s'installe définitivement sur le site de « la Bachellerie » qui abritait auparavant l'École nationale technique des sous-officiers d'active (ENTSOA), à la suite de la cession de la caserne Marbot au conseil général de Corrèze.

- 1er juillet 1993 : le centre d'instruction de gendarmes auxiliaires (CIGA) devient « école de gendarmerie »
- octobre 1993 : l'école accueille le Centre national de qualification au commandement (CNQC)
- 1999 : l'école accueille la formation des gendarmes adjoints volontaires (GAV) avec 4 compagnies d'instruction
- 16 juillet 1999 : le Centre national de qualification au commandement (CNQC) est transféré à l'École de gendarmerie de Rochefort
- 2000 : création d'une 5e compagnie
- 2001 : début des travaux d'extension de l'école
- 2002 : création d'une 6e compagnie
- septembre 2003 : création des 7e et 8e compagnies
- 1er septembre 2006 : création d'une 9e compagnie
- au second semestre 2011, les 10e et 11e compagnies de GAV-APJA sont implantées au camp de la frileuse à Beynes (Yvelines) placées sous le commandant de l'école de Tulle
- 2011 : à la fermeture des écoles de gendarmerie du Mans et de Châtellerault en 2009 et 2010, l'école commence à former des sous-officiers de la Gendarmerie nationale.
- 28 novembre 2011 - Réouverture à Tulle de la 8e compagnie de GAV-APJA pour le stage 55/11 après sa fermeture pendant plusieurs années.
- 1er février 2012 - La 8e compagnie devient une compagnie d’Élèves Gendarmes (le stage 55/11 étant déplacé alors à la 7e compagnie pour son dernier mois).
- Septembre 2012 - Réintégration à Tulle des personnels détachés pour emploi à Beynes et placement des deux compagnies d'élèves gendarmes adjoints volontaires sous l'autorité de l'école de gendarmerie de Fontainebleau.

## Situation de l'école
L'école est située dans la caserne « la Bachellerie » à Tulle dans le département de la Corrèze et sur un terrain d'une superficie de 17 hectares.

## Caserne la Bachellerie
La caserne « la Bachellerie » est construite à Tulle dès 1968. En 1972, elle commence à accueillir l'École nationale technique des sous-officiers d'active (ENTASOA) de l'armée de terre, et ce, jusqu'en 1984. Cédée à la gendarmerie, la Bachellerie devient alors officiellement le Centre d'Instruction de Gendarmes Auxiliaires (CIGA) de Tulle, le 6 décembre 1984.

## Formations
L'école de gendarmerie assure la :
- formation initiale pour devenir sous-officier de gendarmerie qui dure 8 mois (ouverte en 2011),
- formation initiale pour devenir gendarme adjoint volontaire (GAV), agent de police judiciaire adjoint (APJA) qui dure 13 semaines,
- formation initiale pour devenir gendarme adjoint volontaire (GAV)-emploi particulier (EP) qui dure 6 semaines,

Par ailleurs l'école accueille régulièrement les formations de la réserve opérationnelle : phase initiale de la Préparation Militaire Gendarmerie ainsi que les stages de formation à l'examen d'Officier de Police Judiciaire.
Elle accueille les Journées de la Défense et de la Citoyenneté (JDC).
De plus, l'école apporte ponctuellement son concours au groupement de gendarmerie départementale de la Corrèze.
En 2008 puis en 2011, les épreuves du championnat de France de Cross-country gendarmerie ont été organisées par l'École de gendarmerie de Tulle.

## Effectif
L'école peut accueillir jusqu'à neuf compagnies d'instruction dont quatre destinées à la formation des sous-officiers (120 élèves environ par compagnie), soit 1 080 élèves, encadrés par 233 personnels militaires permanent d'encadrement et civils.
L'école a formé environ 25 000 élèves depuis sa création.